# Mistrzostwa Polski w Badmintonie 1999
35. Mistrzostwa Polski w badmintonie odbyły się w dniach 4-6 lutego 1999 roku w Suwałkach.

## Klasyfikacja medalowa
| Konkurencja:            | Złoto:                                                             | Srebro:                                                                 | Brąz: |
| gra pojedyncza kobiet   | Kamila Augustyn (Piast-B Słupsk)                                   | Kinga Rudolf (Kolejarz Częstochowa)                                     | Monika Bieńkowska (Bizon Płock) Joanna Szleszyńska (SKB Suwałki)                                                                                   |
| gra pojedyncza mężczyzn | Przemysław Wacha (Technik Głubczyce)                               | Dariusz Zięba (Polonez Warszawa)                                        | Robert Kowalczyk (Jutrzenka Choszczno) Michał Łogosz (Technik Głubczyce)                                                                           |
| gra podwójna kobiet     | Bożena Haracz (Technik Głubczyce) Joanna Szleszyńska (SKB Suwałki) | Dorota Grzejdak (Pobrzeże Koszalin) Kinga Rudolf (Kolejarz Częstochowa) | Izabela Białek (Jutrzenka Choszczno) Iwona Matkowska (Jutrzenka Choszczno) Agnieszka Jaskuła (Piast-B Słupsk) Krystyna Polakowska (Warmia Olsztyn) |
| gra podwójna mężczyzn   | Michał Łogosz (Technik Głubczyce) Robert Mateusiak (SKB Suwałki)   | Jerzy Dołhan (Technik Głubczyce) Jacek Hankiewicz (AZS Kraków)          | Przemysław Wacha (Technik Głubczyce) Piotr Żołądek (Piast-B Słupsk) Paweł Kaczyński (Warmia Olsztyn) Damian Pławecki (AZS Kraków)                  |
| gra mieszana            | Robert Mateusiak (SKB Suwałki) Monika Bieńkowska (Bizon Płock)     | Piotr Żołądek (Piast-B Słupsk) Kamila Augustyn (Piast-B Słupsk)         | Jerzy Dołhan (Technik Głubczyce) Bożena Haracz (Technik Głubczyce) Damian Pławecki (AZS Kraków) Joanna Bednarska (AZS Kraków)                      |